# Pokrovska Bahacika, Horol
Pokrovska Bahacika (în ucraineană Покровська Багачка) este localitatea de reședință a comunei Pokrovska Bahacika din raionul Horol, regiunea Poltava, Ucraina.

## Demografie
Componența lingvistică a localității Pokrovska Bahacika
     Ucraineană (96,93%)
     Rusă (2,41%)
     Alte limbi (0,59%)
Conform recensământului din 2001, majoritatea populației localității Pokrovska Bahacika era vorbitoare de ucraineană (96,93%), existând în minoritate și vorbitori de rusă (2,41%).